# Ławki (jezioro w powiecie olsztyńskim)
Ławki (inne nazwy: Elzowo, Olszewnik, niem. Lockhäuser See lub Eisauer See) – jezioro w Polsce, w województwie warmińsko-mazurskim, w powiecie olsztyńskim, w gminie Jeziorany.

## Położenie i charakterystyka
Jezioro leży na Wysoczyźnie Jeziorańsko-Bisztyneckiej, natomiast w regionalizacji przyrodniczo-leśnej – w mezoregionie Pojezierza Mrągowskiego, w dorzeczu Symsarna–Łyna–Pregoła. Znajduje się 3 km w kierunku wschodnim od Jezioran, na północny wschód od Olsztyna, nad jego północnymi brzegami leży wieś Olszewnik. Zbiornik ma charakter przepływowy. Od wschodu, niosąc wody z Jeziora Luterskiego, wpada do niego Symsarna, która na tym odcinku nazywana jest strumieniem Ławka. Ciek wypływa z zachodniej strony jeziora i ten jego odcinek nosi nazwę Zymza.
Zbiornik wodny położony wśród morenowych wzniesień. Linia brzegowa rozwinięta. Ławica piaszczysta, dno twarde. Brzegi w większości wysokie, często strome. W otoczeniu znajdują się pola, a na zachodzie także lasy.
Według typologii rybackiej zalicza się do jezior leszczowych.
Zgodnie z typologią abiotyczną zbiornik wodny został sklasyfikowany jako jezioro o wysokiej zawartości wapnia, o dużym wypływie zlewni, stratyfikowane, leżące na obszarze Nizin Wschodniobałtycko-Białoruskich (6a). Jest jednolitą częścią wód Ławki o kodzie PLLW30467.
Jezioro leży na terenie obwodu rybackiego Jeziora Luterskiego w zlewni rzeki Łyna – nr 45.

## Morfometria
Według danych Instytutu Rybactwa Śródlądowego powierzchnia zwierciadła wody jeziora wynosi 100,8 ha. Średnia głębokość zbiornika wodnego to 4,1 m, a maksymalna – 8,6 m (najgłębszy punkt położony jest we wschodniej części jeziora). Lustro wody znajduje się na wysokości 141,3 m n.p.m. Objętość jeziora wynosi 4154,7 tys. m³. Maksymalna długość jeziora to 1800 m, a szerokość 1200 m. Długość linii brzegowej wynosi 5450 m.
Inne dane uzyskano natomiast poprzez planimetrię jeziora na mapach w skali 1:50 000 opracowanych w Państwowym Układzie Współrzędnych 1965, zgodnie z poziomem odniesienia Kronsztadt. Otrzymana w ten sposób powierzchnia zbiornika wodnego to 99,0 ha, a wysokość bezwzględna lustra wody to 140,6 m n.p.m.

## Przyroda
W skład rybostanu wchodzą m.in. szczupak, lin, leszcz, okoń i węgorz. Roślinność przybrzeżna rozwinięta, porastająca całą linię brzegową, głównie szuwar trzcinowy. Wśród bardzo obfitej roślinności zanurzonej, zwłaszcza w zatokach położonych na zachodzie i południowym zachodzie, przeważa jaskier krążkolistny i moczarka kanadyjska.
Jezioro leży na terenie Obszaru Chronionego Krajobrazu Doliny Symsarny o łącznej powierzchni 19 242,16 ha.
Zgodnie z badaniem z 1995 akwenowi przyznano III klasę czystości. W 2015 stan ekologiczny wód jeziora sklasyfikowano jako słaby, o czym zadecydował stan makrofitów (stan fitoplanktonu był umiarkowany, a fitobentosu bardzo dobry, natomiast stan elementów fizykochemicznych dobry). Spośród badanych w tym samym roku substancji priorytetowych żadna nie przekroczyła norm, więc stan chemiczny wód sklasyfikowano jako dobry.